# John Williams Rose

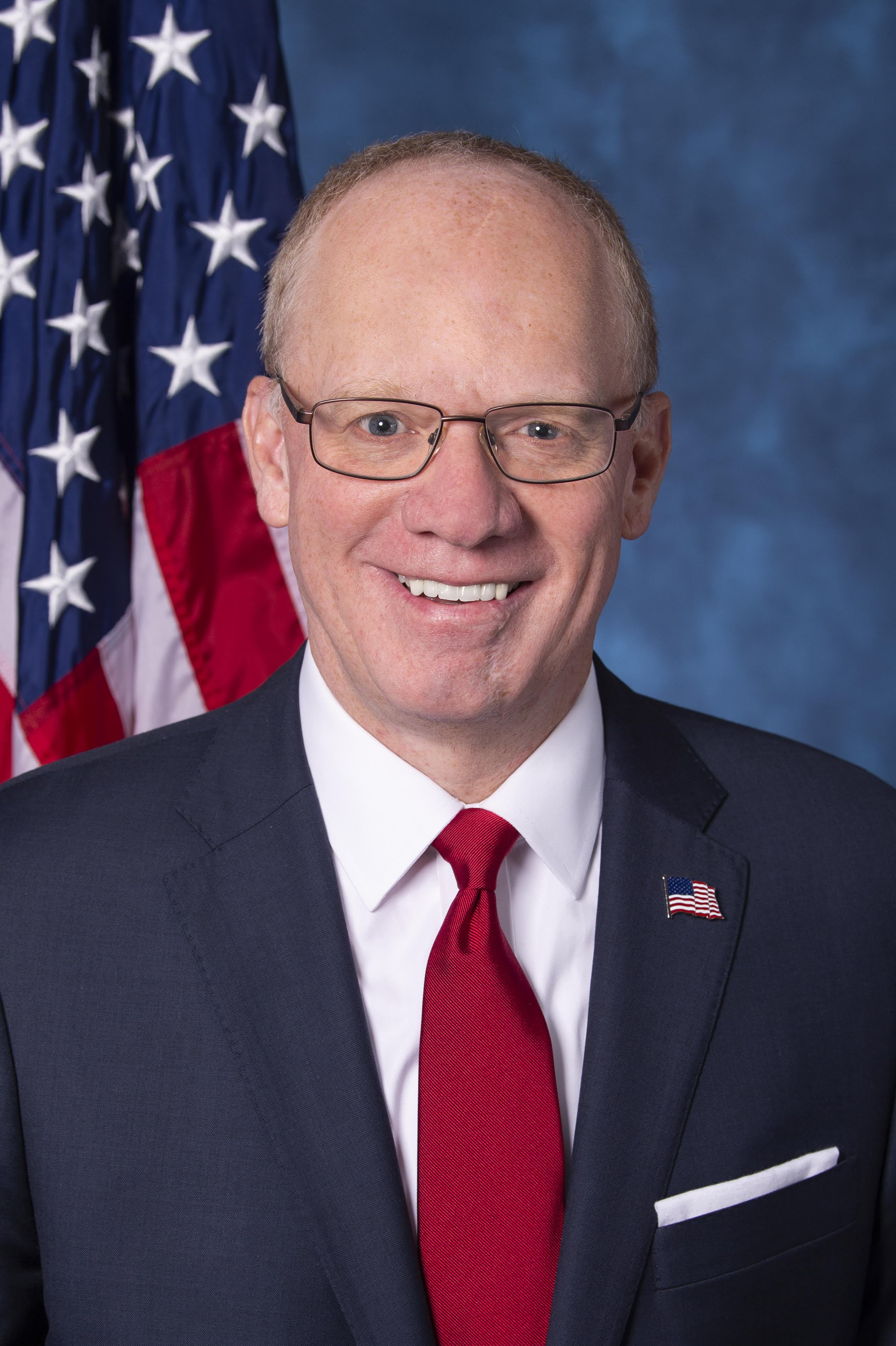
John Williams Rose (2019)

John Williams Rose  (* 23. Februar 1965)  ist ein amerikanischer Politiker, Farmer und Unternehmer. Er wurde 2018 erstmals in das Repräsentantenhaus der Vereinigten Staaten gewählt. Rose gehört der Republikanischen Partei an und vertritt den sechsten Kongresswahlbezirk von Tennessee.

## Leben
Rose wuchs in Cookeville, Tennessee  auf und besuchte dort die Highschool. Er studierte zunächst Landwirtschaft  an der Tennessee Technological University bis zum Bachelorgrad und setzte sein Studium an der Purdue University bis zum Master fort. Außerdem wurde er an der Vanderbilt University zum Juristen ausgebildet.
Rose betreibt eine Farm im DeKalb County, die seiner Familie gehört. Daneben ist er als Unternehmer im Bereich Ausbildung und Zertifizierung für IT-Fachleute tätig.
Ab September 2002  war Rose einige Monate Mitglied der Regierung in Tennessee und zuständig für Landwirtschaft („Commissioner of Agriculture of Tennessee“).
Er ist außerdem Vorsitzender des Stiftungsrats der Tennessee Technological University und der gemeinnützigen Tennessee State Fair Association, die jährlich in Nashville einen State Fair ausrichtet.
Rose ist verheiratet und hat drei Söhne, von denen einer kurz nach der Geburt starb.

## Politik
Rose trat zur Kongresswahl 2028 im 6. Wahldistrikt in Tennessee  an, wo Diane Black nicht erneut kandidierte, da sie als Gouverneurin kandidieren wollte.  Er setzte sich in den republikanischen Vorwahlen mit 41,3 % der Stimmen gegen vier andere Bewerber durch. Die allgemeinen Wahlen gewann er mit 69,5 % gegen die Kandidatin der Demokraten, Dawn Barlow, die 28,3 % erhielt.
Bei den Vorwahlen zur Wahl 2020 hatte Rose keinen Herausforderer und gewann die Hauptwahl gegen den Demokraten Christopher Ginley mit 73,7 %. Bei der folgenden Wahl 2022 hatte er erneut keinen Herausforderer und setzte sich in der Hauptwahl gegen den Demokraten Randal Cooper mit 66,3 % durch. Auch 2024 gab es in der Vorwahl keinen Gegenkandidaten. John Rose konnte die Wahl im November gegen die Demokratin Lore Bergman mit 68 % für sich entscheiden.
Seine aktuelle Legislaturperiode im Repräsentantenhaus des 119. Kongresses läuft bis zum 3. Januar 2027.

## Positionen
John Rose gehörte zu den Mitgliedern des Repräsentantenhauses, die bei der Auszählung der Wahlmännerstimmen bei der Präsidentschaftswahl 2020 für die Anfechtung des Wahlergebnis stimmten. Präsident Trump hatte wiederholt propagiert, dass es umfangreichen Wahlbetrug gegeben hätte, so dass er sich als Sieger der Wahl sah. Für diese Behauptungen wurden keinerlei glaubhafte Beweise eingebracht. Der Supreme Court wies eine entsprechende Klage mit großer Mehrheit ab, wobei sich auch alle drei von Trump nominierten Richter gegen die Klage stellten.